# Isabella della Rovere
Isabella Feltria della Rovere (o sencillamente, Isabella della Rovere) (Pesaro, 1 de agosto de 1552- Nápoles, 6 de julio de 1619) fue una dama italiana, conocida por su faceta religiosa.

## Biografía
Fue hija de Guidobaldo II, duque de Urbino; y de su segunda esposa, Vittoria Farnese. Isabella tuvo varios hermanos:
- Francisco María II della Rovere (1549-1631), duque de Urbino, que se casó con Lucrecia de Este, princesa de Módena y en segundas nupcias con Livia della Rovere;
- Lavinia della Rovere (1558-1632), que se casó con Alfonso Felice d'Avalos, príncipe de Francavilla.[4][5]

Además, Isabella tuvo una medio hermana, fruto del primer matrimonio de su padre con Giulia Varano: Virginia della Rovere (1544-1571), que se casó con Federico Borromeo, duque de Camerino, príncipe de Oria y conde de Arona.
A la edad de diez años, fue prometida al noble napolitano, Niccolò Bernardino Sanseverino, príncipe de Bisignano (1541-1606). Contraerán matrimonio en 1565, trasladándose una jovencísima Isabella a Bisignano donde su marido dedicaba la mayor parte de su tiempo a cazar. Para evitar este estado de soledad, Isabella viajaba a Roma a casa de su prima hermana Clelia Farnese. Además es en este momento cuando conoció a dos jesuitas con quienes entró en una intensa relación espiritual. Hacia 1572, Isabella sufrió una infección en la nariz que la llevó a que su cara se deformara. Esta causa contribuyó a intensificar la religiosidad de Isabella.  A partir de entonces Isabella contribuyó con la Compañía de Jesús a través de distintas donaciones:
- La renovación y decoración de la basílica de San Vital, en Roma, que iba a formar parte del noviciado de San Andrés. Este templo había sido ya renovado por el papa Sixto IV della Rovere, pariente de la propia Isabella, hacia 1475.

- hacia 1598, la dotación y patronazgo sobre la iglesia de la casa profesa de los jesuitas en la ciudad de Nápoles. Isabella deseaba que su enterramiento se produjera en este templo.[6]
- en 1612, la dotación y patronazgo sobre el colegio jesuita de San Ignazio al Mercato, en Nápoles.

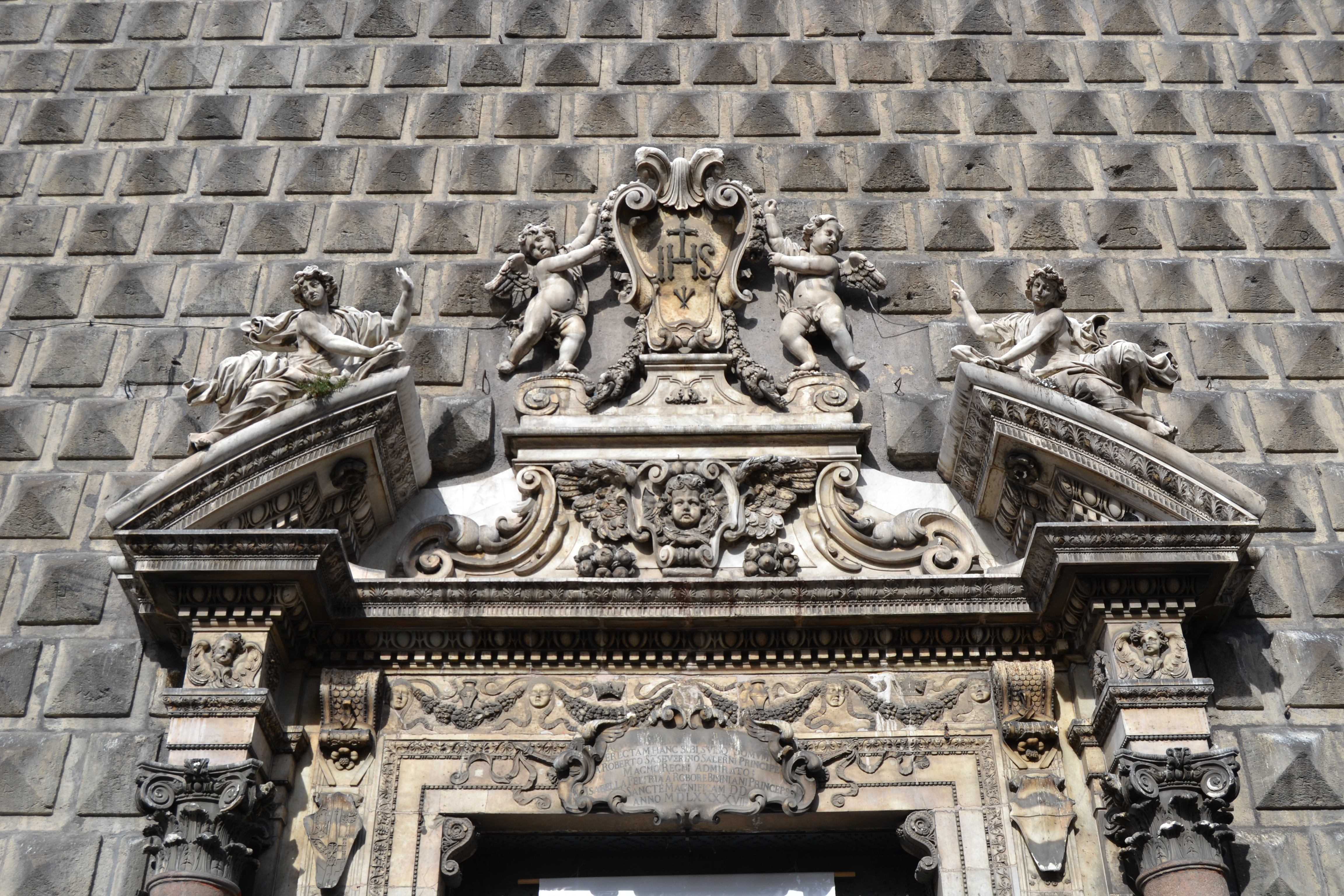
Parte superior del portal principal de acceso al Gesú Nuovo, iglesia que incluye una inscripción en honor de Isabella como patrona del templo.

Desde sus inicios, su matrimonio vivió períodos alternos de unión y separación. Del matrimonio sólo nacería un hijo, Francesco Teodoro, muerto a los 14 años.Quedó viuda en 1606, vendiendo su palacio de Nápoles a Tommaso III Filomarino.
Fue su confesor el padre jesuita Vincenzo Maggio.
Isabella moriría en Nápoles el 6 de julio de 1619. Fue enterrada en la iglesia de la casa profesa de los jesuitas en Nápoles, de la que era patrona. En su honor se celebraron importantes funerales que contaron con arquitecturas efímeras.